# Internationale Cricket-Saison 1947/48
Die internationale Cricket-Saison 1947/48 fand zwischen November 1947 und März 1948 statt. Als Wintersaison wurden vorwiegend Heimspiele der Mannschaften aus Südasien, der Karibik und Ozeanien ausgetragen.

## Überblick

### Internationale Touren
| Beginn            | Heimteam    | Auswärtsteam | Resultate | Artikel |
| Beginn            | Heimteam    | Auswärtsteam | Test      | Artikel |
| ----------------- | ----------- | ------------ | --------- | ------- |
| 28. November 1947 | Australien  | Indien       | 4–0 [5]   | Artikel |
| 21. Januar 1948   | West Indies | England      | 2–0 [4]   | Artikel |

### Internationale Touren (Frauen)
| Beginn        | Heimteam   | Auswärtsteam | Resultate | Artikel |
| Beginn        | Heimteam   | Auswärtsteam | WTest     | Artikel |
| ------------- | ---------- | ------------ | --------- | ------- |
| 20. März 1948 | Neuseeland | Australien   | 1–0 [1]   | Artikel |

## Nationale Meisterschaften
Aufgeführt sind die nationalen Meisterschaften der Full Member des ICC.
| Land       | First-Class              |
| ---------- | ------------------------ |
| Australien | Sheffield Shield 1947/48 |
| Indien     | Ranji Trophy 1947/48     |
| Neuseeland | Plunket Shield 1947/48   |
| Südafrika  | Currie Cup 1947/48       |